# Ribordone (torrente)
Il Ribordone (anche chiamato Rio Bordone è un torrente del Piemonte che scorre in provincia di Torino; bagna l'omonima valle alpina ed è tributario in sinistra idrografica del Torrente Orco.
Il perimetro del suo bacino è 27 km.
Un breve tratto del suo alto corso ricade nel Parco Nazionale del Gran Paradiso.

## Corso del torrente

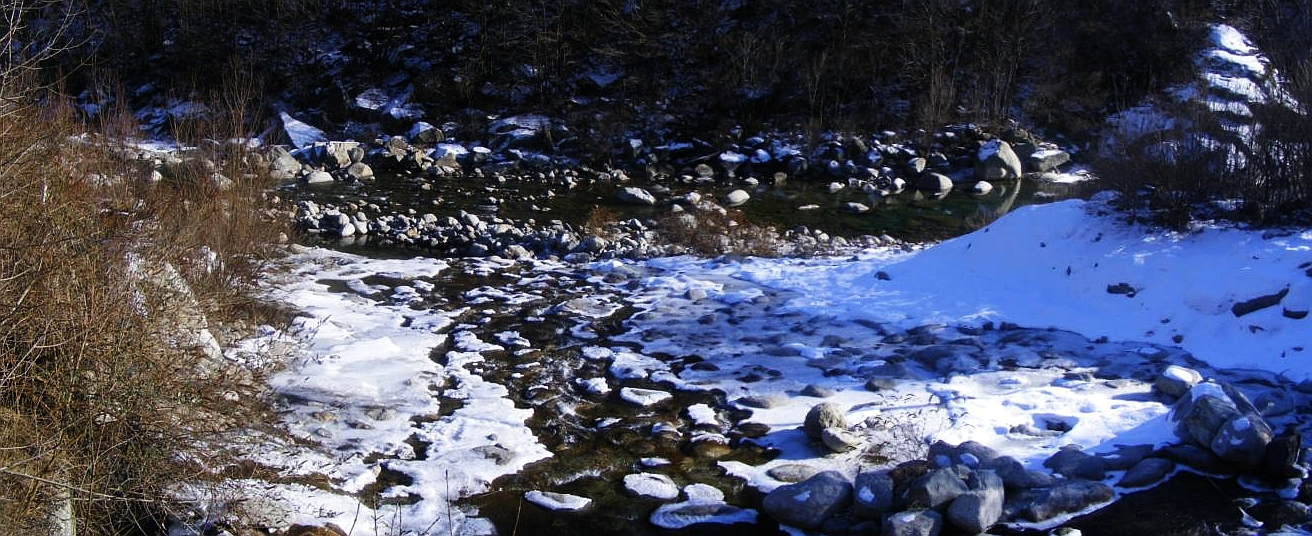
La confluenza nell'Orco in un periodo di magra invernale

Nasce dalle pendici sud-orientali del Monte Colombo attorno ai 2.400 metri di quota. Dirigendosi verso sud passa tra Talosio e Schiaroglio e riceve l'apporto dei numerosi rii che drenano la testata della Valle di Ribordone.
All'altezza del capoluogo comunale compie un ampio giro attorno alla Cima Loit prendendo a scorrere in direzione est-ovest. Ricevuto l'apporto del Rio Vasario ritorna a scorrere verso sud e, uscito nella Valle di Ceresole, attraversa l'abitato di Sparone. Ormai pesantemente arginato viene scavalcato dalla ex-Strada statale 460 del Gran Paradiso e va a infine confluire nell'Orco a 515 m di quota.

## Affluenti principali
In destra idrografica:
- Rii Boiretto, Testona e Ronchi - drenano i valloncelli compresi tra il Monte Arzola e il Monte Colombo e confluiscono nel Ribordone nei pressi di Talosio.

In sinistra idrografica:
- Rii Manda e Balmeira - scendono dalla Punta del Vallone e, passati nei pressi del Santuario di Prascondù, confluiscono nel Ribordone non lontano da Schiaroglio;
- Rio Ceresa - nasce dalla Cima Loit e, percorsone il versante meridionale, passa ad ovest della frazione Ceresa poco prima di confluire nel Ribordone;
- Rio di Vasario - raccoglie le acque che scendono dal versante sud-est della Cima Loit e, dopo aver attraversato la frazione Vasario, va a confluire nel Ribordone a monte di Prealba.

## Utilizzi
Il Comune di Ribordone è titolare di D.E.P. (Diritti Esclusivi di Pesca) sulle acque del torrente. La pesca turistica a pagamento e il ripopolamento di salmonidi nel torrente vengono gestiti da alcune riserve turistiche designate dal comune stesso.